# Júlia Rezende
Júlia Rezende (Rio de Janeiro, 1986) é uma cineasta brasileira.
É filha do também diretor de cinema Sérgio Rezende e da produtora Mariza Leão. Formou-se em História pela PUC-Rio e estudou roteiro na Escola de Cinema Darcy Ribeiro.

## Biografia
Começou a carreira como assistente de direção em programas de TV e filmes como Zuzu Angel (2006), de Sérgio Rezende, e Desenrola (2010), de Rosane Svartman. Seu curta-metragem Nesta Data Querida foi eleito o melhor da categoria pelo júri popular do Festival Paulínia de Cinema de 2009.
Seu primeiro longa como diretora, Meu Passado Me Condena, foi a terceira melhor bilheteria de filmes brasileiros em 2013, com 3,2 milhões de espectadores nas salas de cinema. Em 2015 lançou Ponte Aérea, romance com Caio Blat e Letícia Colin. Meu Passado Me Condena 2 chegou aos cinemas em julho de 2015 e repetiu o sucesso do primeiro filme. No ano seguinte lançou Um Namorado para Minha Mulher, com Ingrid Guimarães, Domingos Montagner e Caco Ciocler, adaptação do filme argentino de mesmo nome. Em 2017 lançou Como É Cruel Viver Assim, adaptado da peça homônima de Fernando Ceylão, com Marcelo Valle, Fabiula Nascimento, Silvio Guindane e Debora Lamm no elenco. Foi uma das diretoras nas duas temporadas da série Coisa Mais Linda, para a Netflix. Dirigiu o filme De Pernas pro Ar 3, sequência da franquia de sucesso protagonizada por Ingrid Guimarães.
Em 2021, lançou o filme Depois a Louca Sou Eu, baseado no livro de Tati Bernardi. No ano seguinte dirigiu a série Todo Dia a Mesma Noite para a Netflix, que conta a trágica história do incêndio da Boate Kiss. Baseada no livro de Daniela Arbex, a série narra a luta dos familiares de vítimas e sobreviventes por justiça. Em 2023 levou aos cinemas A Porta ao Lado, filme protagonizado por Letícia Colin e Bárbara Paz.
Em 2024, lançou a minissérie "Senna", criada por Vicente Amorim, na Netflix. A série tem direção de Amorim e Júlia Rezende. 

## Filmografia
- 2023 - Todo Dia a Mesma Noite
- 2023 - A Porta ao Lado[6]
- 2021 - Depois a Louca Sou Eu
- 2019 - Coisa Mais Linda
- 2018 - De Pernas pro Ar 3[7]
- 2017 - Como É Cruel Viver Assim (lançamento em 2018)
- 2016 - Um Namorado Para Minha Mulher[8]
- 2015 - Meu Passado Me Condena 2
- 2015 - Ponte Aérea
- 2013 - Meu Passado Me Condena

### Curtas
- 2009 - Nesta data querida
- 2007 - Elke

### TV
- 2013 - Cê Faz o Quê? - Multishow
- 2012 - Meu Passado Me Condena - Multishow
- 2011 - Cara Metade - Multishow
- 2011 - Santa Ajuda - GNT
- 2010 - Adorável Psicose - Multishow
- 2024 - Senna - Netflix